# Myinodes shohami
Myinodes shohami är en fjärilsart som beskrevs av Hausmann 1994. Myinodes shohami ingår i släktet Myinodes och familjen mätare. Inga underarter finns listade i Catalogue of Life.